# Liste der Kulturdenkmale in Roeser
In der Liste der Kulturdenkmale in Roeser sind alle Kulturdenkmale der luxemburgischen Gemeinde Roeser aufgeführt (Stand: 14. September 2022).

## Kulturdenkmale nach Ortsteil

### Bivingen
| Bild                   | Bezeichnung            | Lage                      | Beschreibung | Stufe | Eingetragen seit |
| ---------------------- | ---------------------- | ------------------------- | ------------ | ----- | ---------------- |
| Bauernhof („Kreuzhof“) | Bauernhof („Kreuzhof“) | rue de Luxembourg (Karte) |              | IS    | 22. Januar 1985  |

### Livingen
| Bild           | Bezeichnung                | Lage                    | Beschreibung | Stufe | Eingetragen seit |
| -------------- | -------------------------- | ----------------------- | --- | ----- | ---------------- |
| Weitere Bilder | Kirche St-Luc mit Friedhof | rue de l’Église (Karte) | Die katholische Lukaskirche wurde 1914 im neoromanischen Stil nach Plänen des Architekten Jean-Pierre Koenig erbaut. An das Langhaus der Saalkirche mit Tonnengewölbe schließt sich ein halbrunder Chor an. Der Hauptaltar mit einer Figur des hl. Lukas, der 1753 von Nikolas Greef aus Eichenholz gefertigt wurde, stammt aus der alten Lüvinger Kapelle. Von April bis Oktober 1933 wurde der Chor von Nikolaus Brücher aus Elvingen bemalt. | PCN   | 6. November 2020 |

### Peppingen
| Bild                     | Bezeichnung                   | Lage                        | Beschreibung | Stufe | Eingetragen seit |
| ------------------------ | ----------------------------- | --------------------------- | --- | ----- | ---------------- |
| Weitere Bilder           | Konvent                       | 3, rue St-Benoît (Karte)    | Als erstes Kloster diente den Benediktinerinnen der 1775 erbaute „Kneppeschhof“, der für die 1875 aus Deutschland eingewanderten Benediktinerinnen in ein Kloster umgewandelt wurde. Im Jahr 1883 wurden die Wirtschaftsgebäude abgerissen, um einem Flügel des Klosters Platz zu machen. Im Jahr 1904 wurde das Wohngebäude selbst nach Plänen von Sosthène Weis durch einen Neubau ersetzt. In der Klosterkapelle befinden sich Wandmalereien aus dem Jahr 1928 des Benediktinerpaters Notker Becker aus dem Kloster Maria Laach.                                  | PCN   | 12. Oktober 2007 |
| Weitere Bilder           | Kirche St-Hubert              | rue de l’Église (Karte)     | Eine erste Kapelle soll in Peppingen im 8. Jahrhundert von Pippin dem Jüngeren gestiftet worden sein. Erstmals erwähnt wird eine Kapelle im Ort im 9. Jahrhundert. Im Jahr 1808 beschädigte ein Brand diese Kapelle. Man beschloss einen Neubau, der 1840 fertiggestellt wurde, allerdings aufgrund von Baumängeln bald zu verfallen drohte. So mussten Nacharbeiten durchgeführt werden und die neue Kirche konnte erst ab 1850 genutzt werden. Die Saalkirche mit vier Achse besitzt einen Dachreiter mit Glocke und wird von einem halbrunden Chor abgeschlossen. | PCN   | 6. November 2020 |
| Weitere Bilder           | Friedhof der Kirche St-Hubert | rue de l’Église (Karte)     | | PCN   | 5. Februar 2021  |
| alte Schule              | alte Schule                   | rue de l'Eglise (Karte)     | | PCN   | 11. Februar 2022 |
| Bauernhof mit Grundstück | Bauernhof mit Grundstück      | 38, rue de Crauthem (Karte) | | IS    | 27. Juli 1989    |
| ehemaliges Pfarrhaus     | ehemaliges Pfarrhaus          | 4, rue de l’Eglise (Karte)  | | IS    | 10. August 2016  |

Legende: PCN – Immeubles et objets bénéficiant des effets de classement comme patrimoine culturel national; IS – Immeubles et objets inscrits à l’inventaire supplémentaire

## Quelle
- Liste des immeubles et objets beneficiant d’une protection nationales, Nationales Institut für das gebaute Erbe, Fassung vom 12. September 2022, S. 103 ff. (PDF)

- Karte mit allen Koordinaten:
- OSM |
- WikiMap